# Ceratophyllus niger
Ceratophyllus niger (лат., западная куриная блоха) — вид блох из рода Ceratophyllus. Эктопаразит птиц, в том числе домашних (например, кур). Кусает млекопитающих, включая человека.

## Описание
Размер около 1,5 мм. Блоха имеет шесть лап, колюще-сосущий ротовой аппарат. Тельце покрыто пластинками хитина. Прыгает, поднимаясь на 1—1,5 м. Яйца овальные, белого цвета.